# Unge Venstre
Unge Venstre (förkortat UV) är Venstres ungdomsförbund. Unge Venstre grundades den 27 januari 1909 med Anders Kirkhusmo som förste ordförande. Förbundet är ideologiskt något mer liberalt än moderpartiet, vilket märks då ungdomsförbundet till skillnad från moderpartiet uttalat sig positivt om avkriminalisering av droger och fildelning. Sedan 2017 är Sondre Hansmark förbundsordförande.
Partiet är medlem i de internationella paraplyorganisationerna International Federation of Liberal Youth, Liberal Youth Movement of the European Community och Nordens Liberale og Radikale Ungdom.
Bland tidigare ordförande kan bland annat Odd Einar Dørum och Olav Gullvåg nämnas.